# Martina Stella
Martina Stella (ur. 28 listopada 1984 we Florencji) – włoska aktorka filmowa i telewizyjna.
W Polsce znana z serialu Czarna strzała oraz Zabójczynie oraz filmu Dziewięć.

## Filmografia
- 2011: Angeli e diamanti jako Giorgia
- 2010: Ti presento un amico jako Gabriella
- 2009: Dziewięć jako Donatella
- 2009: Un'estate ai Caraibi jako Laura
- 2008: Zabójczynie jako Patrizia
- 2008: K. Il bandito jako Clara
- 2008: Il mattino ha l'oro in bocca jako Cristina
- 2008: Ziarno niezgody jako Nike
- 2007: Klub Piper jako Milena
- 2007: Czas wojny, czas miłości jako Albertina Regis
- 2006: Czarna strzała jako Giovanna Bentivoglio di Fanes
- 2004: Ocean’s Twelve: Dogrywka jako asystentka Nagela
- 2003-2004: Pory życia, pory miłości jako Emma Valenti
- 2003: August - pierwszy cesarz jako Młoda Livia
- 2002: Nemmeno in un sogno jako Vale
- 2002: Un amore perfetto jako Laura
- 2002: Amnezja jako Luce
- 2001: Ostatni pocałunek jako Francesca